# Uahuka spinifrons
Uahuka spinifrons là một loài nhện trong họ Linyphiidae.
Loài này thuộc chi Uahuka. Uahuka spinifrons được Lucien Berland miêu tả năm 1935.